# Château de Château-l'Évêque
Le château de Château-l'Évêque, également connu sous le nom de château Saint-Vincent, est un château français implanté sur la commune de Château-l'Évêque dans le département de la Dordogne, en région Nouvelle-Aquitaine.
Il fait l'objet d'une protection au titre des monuments historiques.

## Présentation

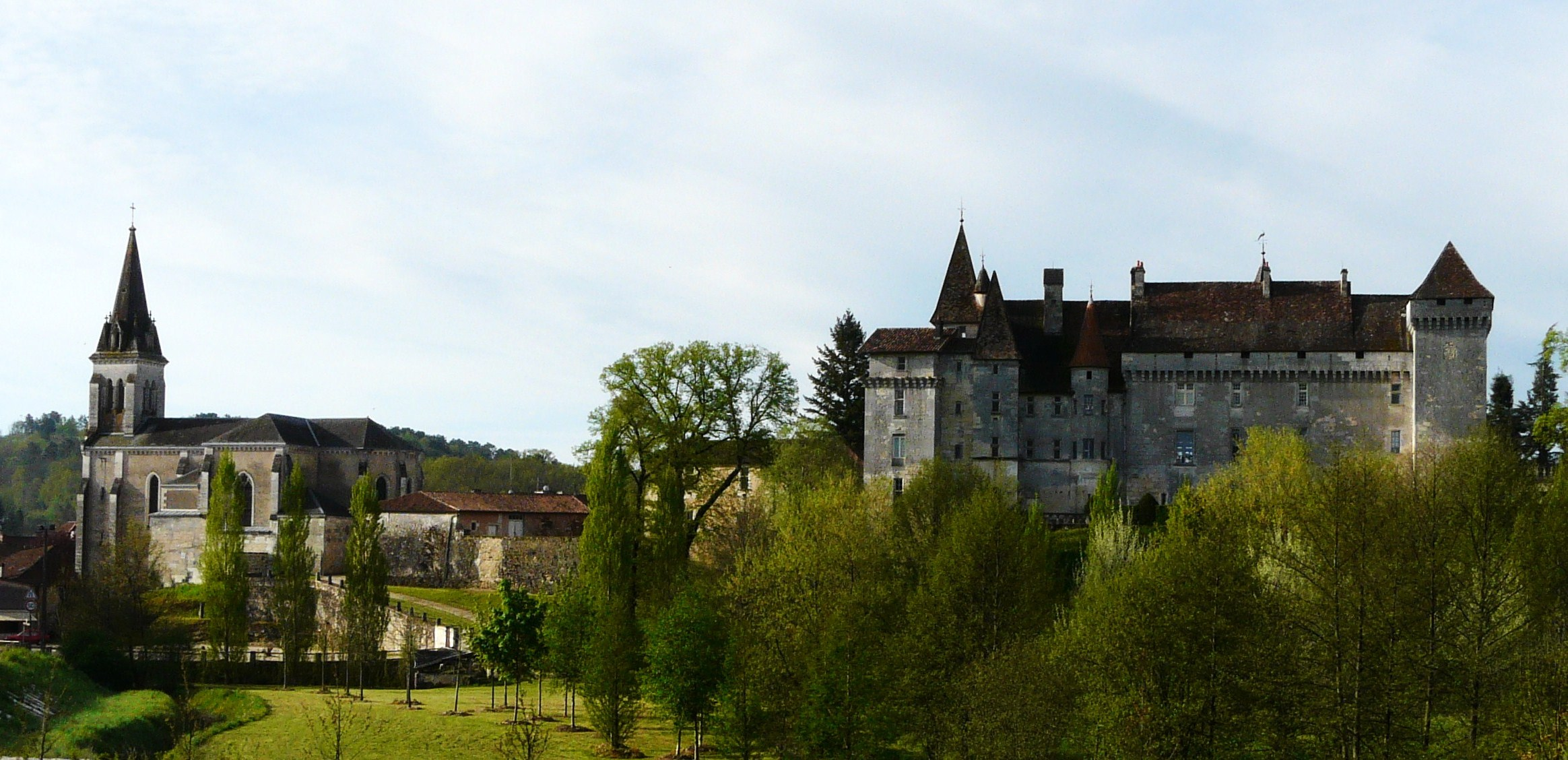
À gauche du château, son ancienne chapelle castrale, devenue église paroissiale.

Le château de Château-l'Évêque se situe dans le département de la Dordogne, en Périgord central, dans le nord du bourg de Château-l'Évêque, à proximité de la route départementale 939. Il surplombe le ruisseau de Mesplier, un petit affluent de la Beauronne. C'est une propriété privée ouverte à la visite.
Le château est situé en bordure sud-est de ses jardins et à l'ouest de l'église paroissiale Saint-Julien, qui était son ancienne chapelle castrale.

## Historique
Mentionné dès 1329 sous les formes Castrum Episcopi, ou Episcopale, la construction du château actuel commence au XIVe siècle sous l'impulsion de l'évêque Adhémar de Neuville. Elle se poursuit aux XVe et XVIe siècles et certains aménagements sont effectués jusqu'au XVIIIe siècle. C'est à la fois une forteresse chargée de surveiller la route qui mène de Périgueux à Brantôme et Angoulême,, ainsi que, jusqu'à la Révolution, la résidence d'été des évêques de Périgueux.
En 1384, l'évêque Pierre Tison y décède et est inhumé dans la chapelle castrale,. Vers 1515, l'évêque Guy de Castelnau fait construire un nouveau logis et des baies à meneaux sont ouvertes en 1520.
Dans la seconde moitié du XVIe siècle, les Huguenots attaquent le château à plusieurs reprises. Le 14 juillet 1575, Pierre Fournier, évêque de Périgueux depuis 1561, y est assassiné par ses propres domestiques.
Le 23 septembre 1600, Vincent de Paul y est ordonné prêtre par l'évêque François de Bourdeilles, soit dans la chapelle castrale, soit dans un oratoire situé dans une tourelle du château. À la Révolution, le domaine est vendu comme bien national et des éléments défensifs sont supprimés.
En 1923, Jenny Sacerdote retourne dans le Périgord pour y acheter le château de Château l’Evêque. Elle entreprend de le remettre en état, aménage le jardin et y cultive elle-même les roses. On dira d’elle, qu’elle a la plus belle roseraie de France. Son château est également la scène de nombreuses réceptions et défilés.
Le château est inscrit au titre des monuments historiques le 27 octobre 1938. Dans la seconde moitié du XXe siècle, pendant quelques années, le château a été transformé en hôtel-restaurant nommé le château Saint-Vincent, en référence à saint Vincent de Paul. En 1988, il est le siège social de la « Compagnie Périgourdine », un marchand de biens mis en liquidation judiciaire en décembre 1992.

## Architecture
Le château est établi sur un promontoire rocheux qui barre les vallons de la Beauronne qui coule en provenance du nord-est, et de son affluent, le ruisseau de Mesplier, venant du nord. Ce dernier permettait d'alimenter les douves.
Différents éléments défensifs ont disparu : à l'ouest un fossé taillé dans le roc qui isolait le château et un donjon ; au sud des murs ont été détruits et au nord, la superficie des douves pouvait être augmentée par inondation en provenance du ruisseau.
Le château actuel se compose de plusieurs logis parallèles, asymétriques, orientés est-ouest, et collés les uns aux autres, flanqués à l'ouest d'un pavillon, et de plusieurs tours dont deux au sud abritent des escaliers à vis. Les portes d'accès à ces escaliers sont sculptées et « ornées de statuettes, de niches, de pinacles » dont certains sont martelés. Plusieurs parties du château sont couronnées de mâchicoulis et de créneaux et côté sud, la plupart des fenêtres présentent des meneaux. L'ensemble est recouvert de toitures pentues en tuiles.
Parmi les décors originaux subsistent les armoiries de l'évêque Guy de Castelnau sur le logis qu'il a fait construire, ainsi que le plafond peint aux armes de Monseigneur Guillaume Le Boux dans un oratoire logé dans une tourelle à encorbellement.

## Parc et jardins
D'anciens communs ou éléments défensifs supprimés ont été remplacés par des jardins. En 1873, le vicomte de Gourgues indique que le parc s'étend sur 43 hectares. En 2017, le domaine, réduit à 17 hectares, comprend notamment une allée cavalière longue de 300 mètres, un parc à l'anglaise et un jardin à la française.

## Galerie

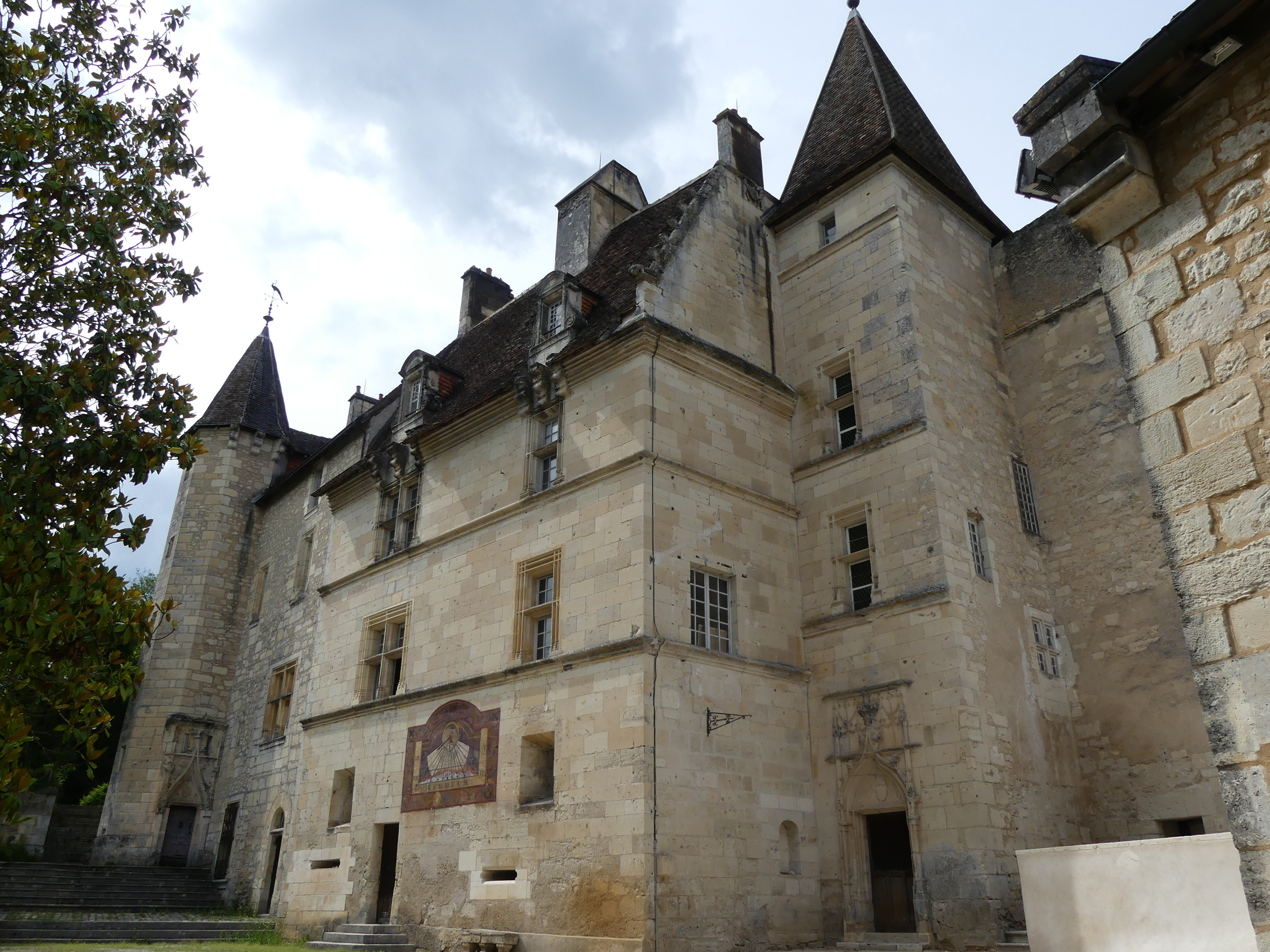
La façade sud.
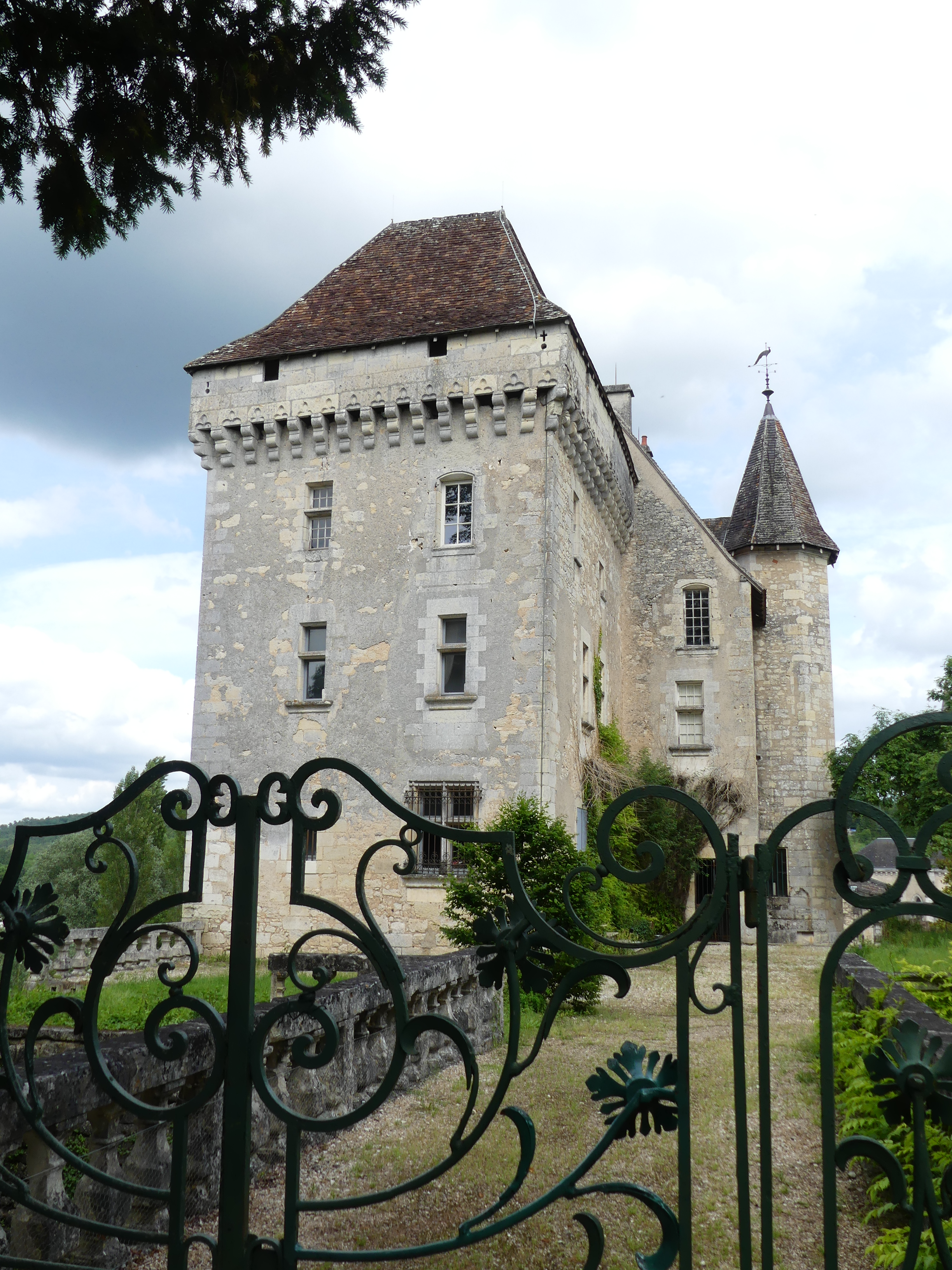
La façade ouest.
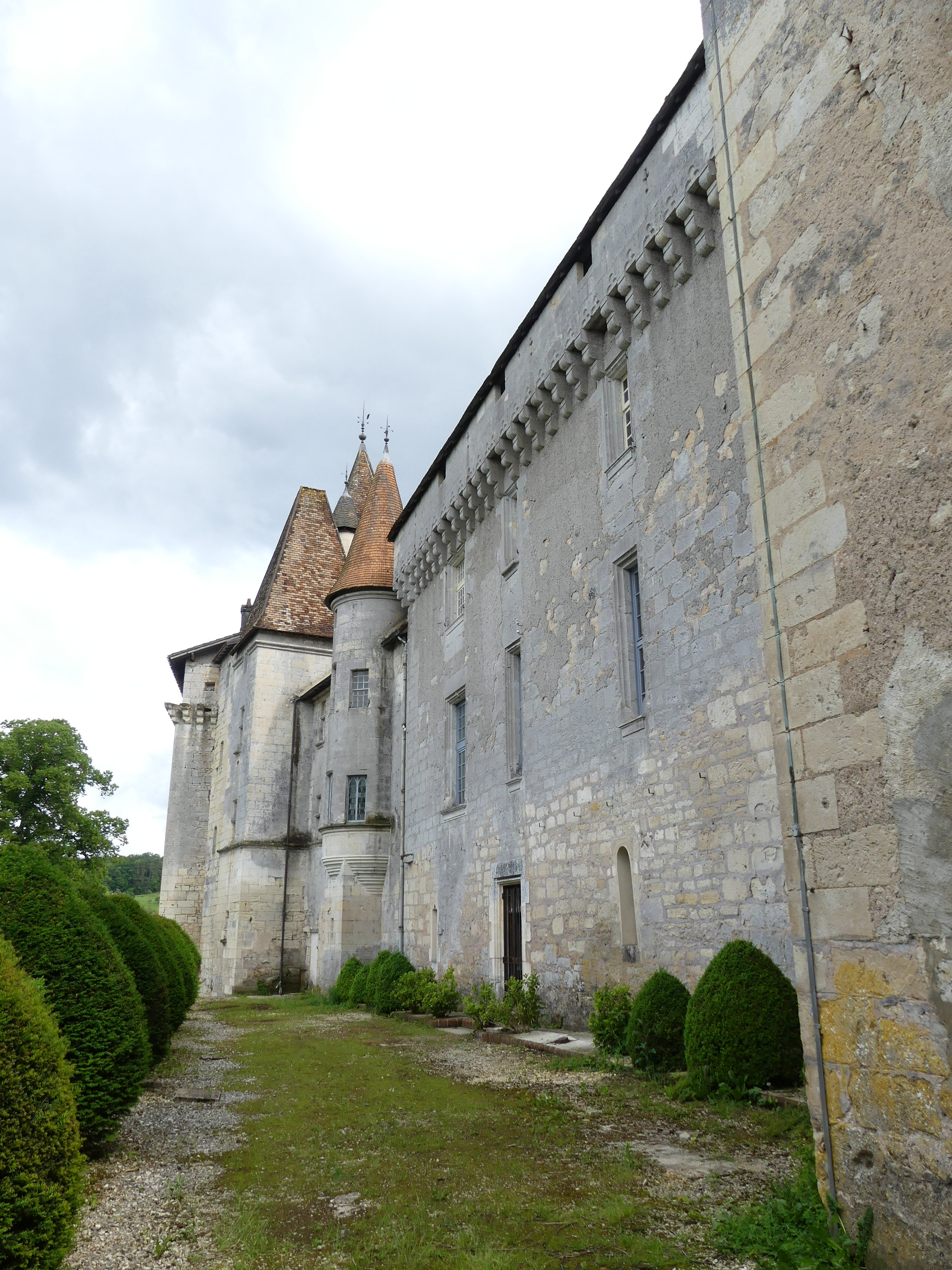
La façade nord.
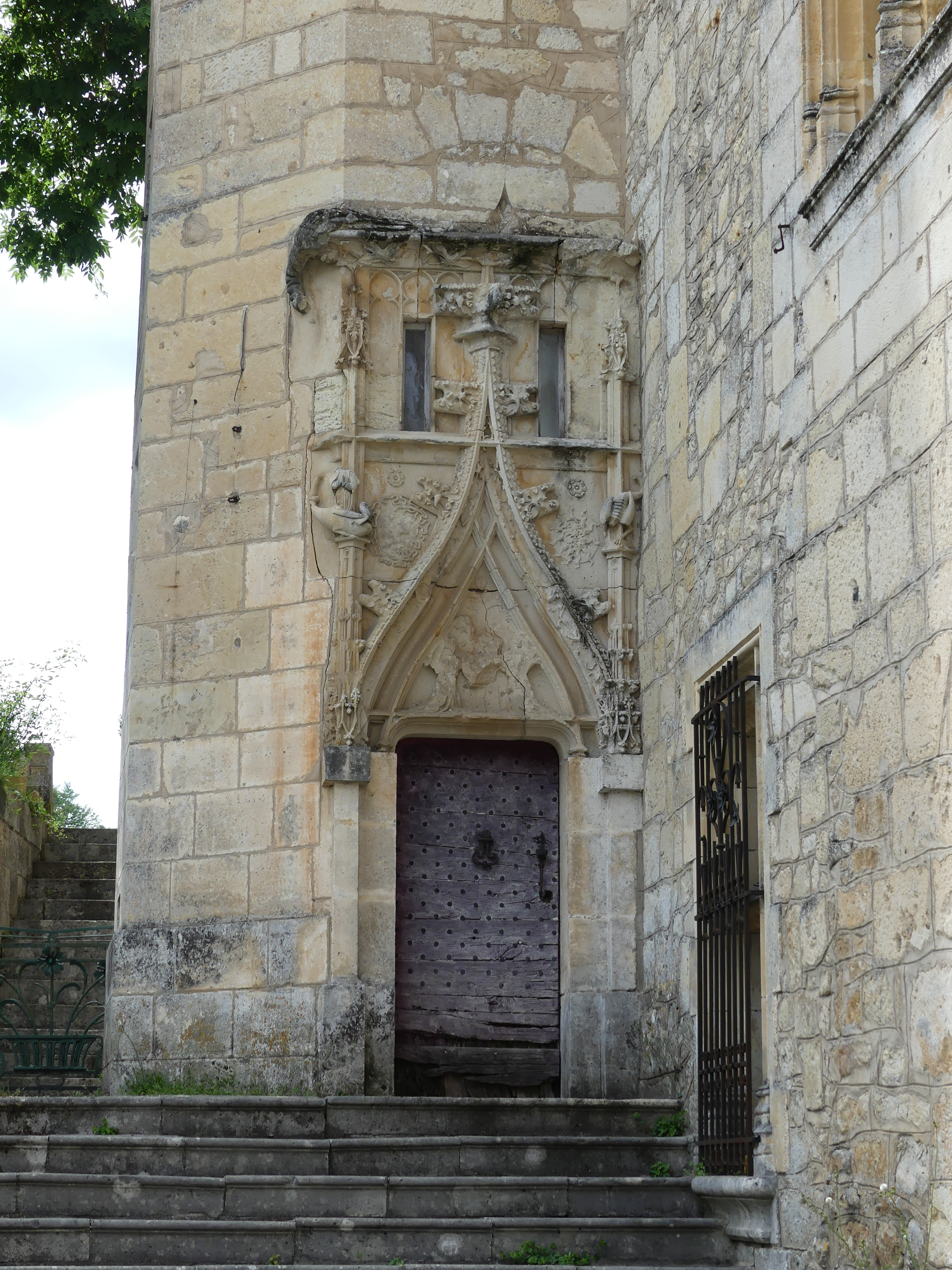
La porte d'une tour.
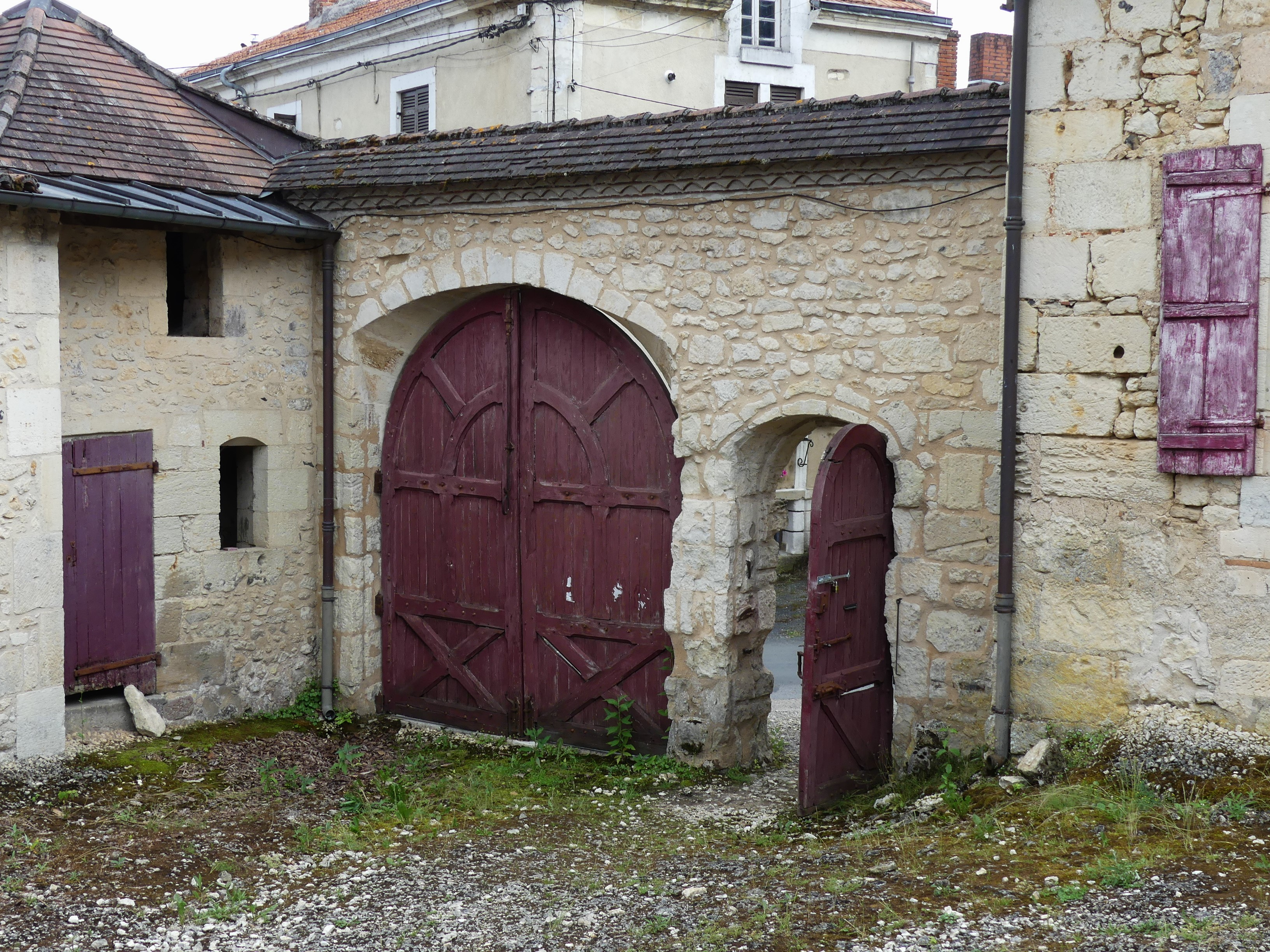
Accès au domaine par une porte charretière et une porte piétonne.
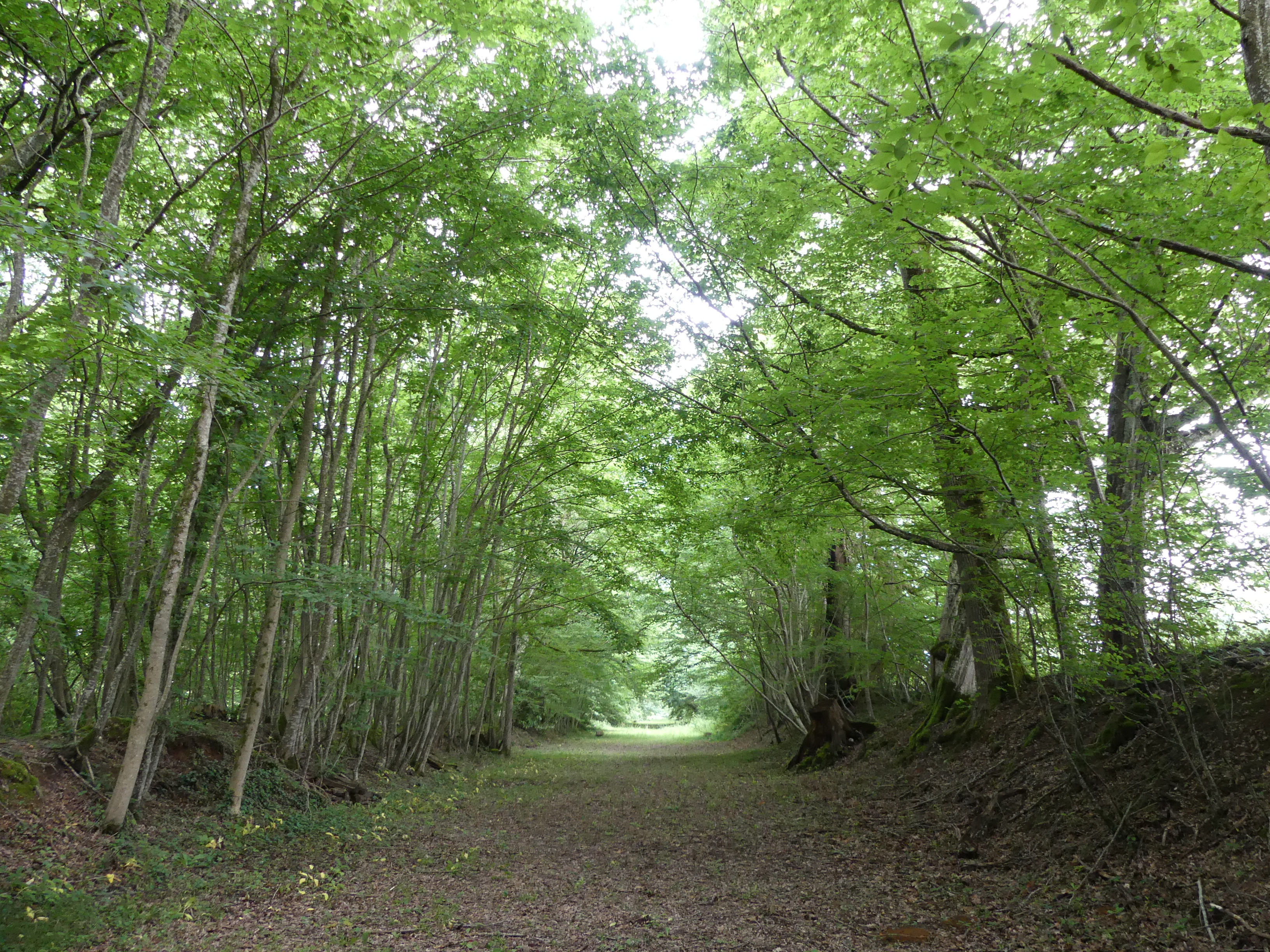
L'allée cavalère.
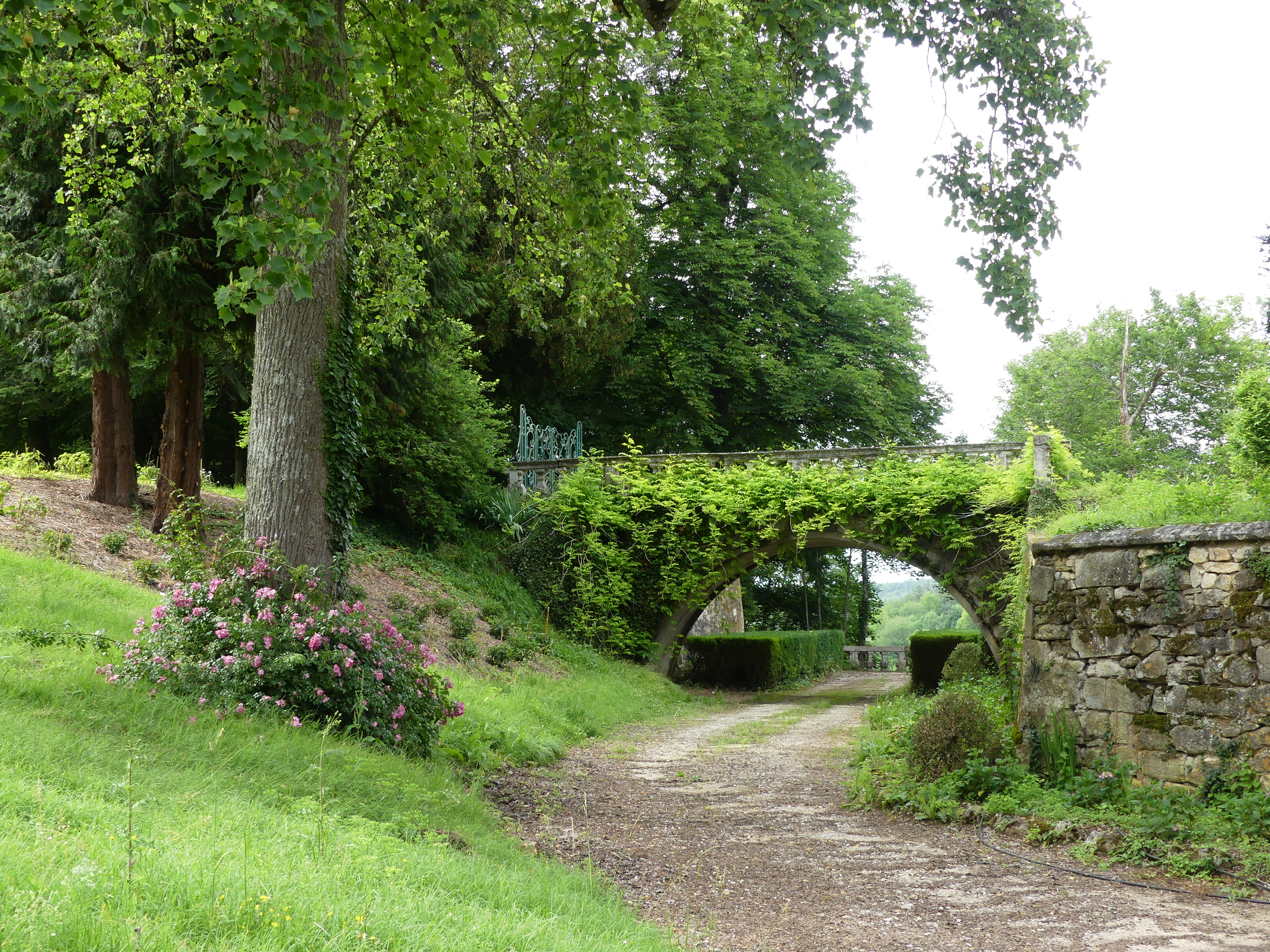
Petit pont dans le parc.